# Heroes over Europe
Heroes over Europe est un simulateur de vol de combat développé par Transmission Games et édité par Ubisoft. Il est la suite du jeu Heroes of the Pacific. Le jeu est sorti le 14 septembre 2009 sur PlayStation 3, Xbox 360 et PC.
Le jeu propose deux modes de jeu : arcade et professionnel. Toutefois, même le mode professionnel est orienté vers l'arcade. Le jeu propose 40 avions de la Seconde Guerre mondiale, 15 missions et 3 décors. Il possède un mode multijoueur en ligne pouvant être joué jusqu'à 16 joueurs.